# 大鹰弘
大鷹弘（大鷹 弘，1928年2月25日—2001年4月21日），日本外交官，法務省入国管理局長。妻子為藝人兼參議院議員李香蘭（山口淑子）。

## 生平
大鷹弘生於東京府，就讀青島第二小學校5年後，因父親轉職而遷居東京，就讀東京市立番町尋常小學校。之後就讀武藏高等學校（舊制）。1950年從東京大學畢業後，次年進入外務省辦公，並擔任比利時公使、斐濟、斯里蘭卡等大使，1987年至1990年擔任緬甸大使。
2001年4月21日上午11時21分因肺炎在東京都足立區一所醫院病逝。

## 家庭
- 父親，大鷹正次郎，外交官
- 孿生弟弟，大鷹正，外交官
  - 大鷹正人，外交官
- 妻子，山口淑子（李香蘭），藝人兼參議院議員，上海七大歌星之一，1958年結婚